# Schlachtruf
Der Schlachtruf, altertümlich auch Feldgeschrei, ist ein lauter Ruf als Erkennungszeichen in der Schlacht.

## Funktion
Der Schlachtruf war vor der Einführung der Uniform das wichtigste Erkennungszeichen im Schlachtgetümmel. Sein Sinn war, den gemeinsamen Kampf- und Korpsgeist zu heben, aber auch die Drohgebärde an den Gegner, um ihn einzuschüchtern. Er wurde seit der Antike von angreifenden Heerhaufen erhoben. Meist beruhte sein Wortlaut auf einer Tradition; er konnte aber auch vor einer Schlacht eigens ausgegeben werden. Daher kann der Schlachtruf als Teil der frühen psychologischen Kriegsführung betrachtet werden. Klassisches deutsches Beispiel ist das Hurra!
Im 19. Jahrhundert fasst man den Begriff Feldgeschrei ähnlich der Losung und der Parole auf – als Erkennungswort der eigenen Soldaten. Der Unterschied zur Losung besteht darin, dass jene ein Doppelwort ist, an dem sich zwei Beteiligte erkennen, und zur Parole, dass jene nur dem Befehlshaber bekannt ist. Mit dem Feldgeschrei kann sich eine Truppe gemeinsam auch noch ohne ihren Kommandeur ausweisen. Die Losung kennt jeder der eigenen Truppe, sie wird nicht vom Posten, sondern beliebigen Truppenteilen aneinander gestellt. Das Feldgeschrei ist auch dem Gegner bekannt, kann mitten im Gefecht als Erkennungsmerkmal verwendet werden, und ähnelt so in der Funktion Feldzeichen und Uniformen.
Die Schlachtrufe des Mittelalters finden auch als Kriegsgeschrei (Panier) Eingang in das Wappen.

## Beispiele für historische Schlachtrufe
- Alăla, Alăla! – antik griechisch[2]
- Feri, feri! (‚schlag-schlag!‘) – römisch[1]
- Christe boëthei! (‚Christus hilf!‘) – byzantinisch
- Allahu Akbar! (‚Gott ist am größten!‘) – arabisch
- Deus vult bzw. Dieu le veut! (‚Gott will es‘) – Schlachtruf der christlichen Kreuzfahrer ab dem Ersten Kreuzzug
- Adjuva Deus! (‚Hilf Gott!‘, ‚mit Gottes Hilfe‘) – Kreuzzugszeit[1]
- Maria Hilf! – Anrufung der Maria, Hilfe der Christen, Kreuzzüge ab dem 13. Jh., dann kaiserlich-habsburgisch bis in die Zeit der Türkenkriege
- Hie Welf! bzw. Hie Waiblingen! – Schlachtrufe der deutschen Bürgerkriegsgegner Welfen und Staufer am Anfang 13. Jh., sowie Ursprung der Parteinamen Guelfen und Ghibellinen in Oberitalien
- verschiedene Haka der Māori (Ritualgesänge)
- Hya, Berge romerijke (‚Hoch, ruhmreiches Berg‘) – bergische Truppen in der Schlacht von Worringen (1288)
- Saint George! – St. Georg, Schutzpatron der Engländer, Schlachtruf des Mittelalters (Hundertjähriger Krieg).[1]
- Mont-joie! (in Bezug auf die Festung Montjoie im Heiligen Land) – französischer Schlachtruf des Mittelalters[3]
- Santiago! – (Sant' Iago d. h. Apostel Jakobus der Ältere, Schutzpatron Kastiliens) spanischer Schlachtruf des Mittelalters und der frühen Neuzeit, gegen die Mauren während der Reconquista
- Banzai! – Schlachtruf japanischer Samurai, im Zweiten Weltkrieg wieder aufgenommen
- Eleftheria i thanatos (‚Freiheit oder Tod!‘) – kretischer Schlachtruf im Freiheitskampf gegen die Osmanen
- Haarus – Schlachtruf der Alten Eidgenossen
- Hakkaa päälle! – Finnische Truppen (Hakkapeliitta) im Dreißigjährigen Krieg
- Remember the Alamo! – texanische Truppen in der Schlacht von San Jacinto (1836)
- der rebel yell (dt. etwa Schrei der Rebellen) der Konföderierten im Amerikanischen Bürgerkrieg (1861–1865), ungewiss, wie genau sich der Schrei angehört hat
- En Avant! (‚Vorwärts‘) – neuzeitlich französisch bis ins 20. Jahrhundert[1]
- Hurra! – Österreichisches Kaiserreich bis ins 20. Jahrhundert[4]
- Živila Austrija! (‚Lang lebe Österreich‘) – bosnisch-kroatische Kontingente der Österreichisch-Ungarischen Armee[4]
- Savoia! – Haus Savoyen, Schlachtruf Italienisches Königreich bis zum Ersten Weltkrieg[4]
- Urra! – Schlachtruf der Roten Armee im Zweiten Weltkrieg